# Luigi De Laurentiis
Pour les articles homonymes, voir De Laurentiis.
Luigi De Laurentiis, né le 16 février 1917 à Torre Annunziata et mort le 30 mars 1992  à Rome, est un producteur de cinéma italien.

## Biographie
Luigi De Laurentiis est le frère du producteur Dino De Laurentiis et le père du producteur Aurelio De Laurentiis.

## Filmographie
- 1951 : Filumena Marturano, d'Eduardo De Filippo
- 1952 : Totò et les femmes (Totò e le donne) de Mario Monicelli et Steno
- 1953 : L'uomo, la bestia e la virtù
- 1953 : Ces voyous d'hommes (Il Paese dei campanelli)
- 1974 : Les Incroyables Aventures d'Italiens en Russie (Невероятные приключения итальянцев в России)
- 1977 : Un bourgeois tout petit petit (Un Borghese piccolo piccolo)
- 1977 : Un juge en danger (Io ho paura)
- 1978 : Le Pot de vin (La Mazzetta)
- 1979 : Il corpo della ragassa
- 1980 : Mon curé va en boîte (Qua la mano)
- 1980 : Le Coucou (Il Lupo e l'agnello)
- 1981 : Manolesta
- 1981 : Culo e camicia
- 1981 : Chambre d'hôtel (Camera d'albergo)
- 1981 : Personne... n'est parfait ! (Nessuno è perfetto) de Pasquale Festa Campanile
- 1982 : Amici miei atto II
- 1982 : Più bello di così si muore de Pasquale Festa Campanile
- 1983 : Vacanze di Natale
- 1983 : Il petomane
- 1984 : Bertoldo, Bertoldino e... Cacasenno
- 1985 : Macaroni (Maccheroni)
- 1986 : Yuppies 2
- 1987 : Montecarlo Gran Casinò
- 1987 : Vices et Caprices (Capriccio) de Tinto Brass
- 1988 : Codice privato
- 1989 : Leviathan
- 1990 : Vacanze di Natale '90
- 1991 : Dove comincia la notte
- 1991 : Donne con le gonne
- 1991 : Vacanze di Natale '91

## Prix Luigi De Laurentiis
Depuis 1999, un prix porte son nom à la Mostra de Venise. Également nommé Lion du futur, il récompense le meilleur premier film parmi toutes les sections du festival.

## Représentation
En 1987, il a été filmé par Gérard Courant pour son anthologie cinématographique Cinématon. Il est numéro 936 de cette collection.